# Mirror Man (Captain Beefheart)
Mirror Man is het vijfde muziekalbum van Captain Beefheart & His Magic Band, dat werd uitgebracht in 1971. Het bevat materiaal dat is opgenomen in 1967 voor Buddah Records, en was oorspronkelijk bedoeld als een deel van een project genaamd It Comes to You in a Plain Brown Wrapper. Veel van het materiaal van dit project was heropgenomen en uitgebracht onder een ander platenlabel dan Strictly Personal (1968). De tapes van de originele sessies zijn onder beheer van Buddah Records. Er werden vier nummers uitgebracht onder de naam Mirror Man. 

## Track listing
Alle nummers zijn door Captain Beefheart geschreven.
1. "Tarotplane" – 19:08
2. "Kandy Korn" – 8:07
3. "25th Century Quaker" – 9:50
4. "Mirror Man" – 15:46

## The Mirror Man Sessions
In 1999 bracht Buddah Records het album opnieuw uit onder de naam The Mirror Man Sessions. De toegevoegde nummers op dit album zijn ook afkomstig van de Brown Wrapper sessies. Andere nummers van deze sessies zijn als bonusmateriaal toegevoegd op Buddahs heruitgave van Safe As Milk in 1999.

### Track listing
1. "Tarotplane" – 19:08
2. "25th Century Quaker" – 9:50
3. "Mirror Man" – 15:46
4. "Kandy Korn" – 8:06
5. "Trust Us" (Take 6) – 7:14
6. "Safe as Milk" (Take 12) – 5:00
7. "Beatle Bones n' Smokin' Stones" – 3:11
8. "Moody Liz" (Take 8) – 4:32
9. "Gimme Dat Harp Boy" – 3:32

## Bezetting
- Captain Beefheart - zang, harmonica
- Jeff Cotton - gitaar
- John French - drums
- Jerry Handley - basgitaar
- Alex St. Clair Snouffer - gitaar